# بمب‌گذاری انتحاری اسد ۱۳۹۴
بمب‌گذاری انتحاری اسد ۱۳۹۴ یک حمله انتحاری در تاریخ ۳۱ مرداد/سد ۱۳۹۴ در کابل افغانستان بود که در نتیجه این حمله بیش از ۱۰ تن کشته و حدود ۶۰ تن دیگر زخمی شدند. 

## تلفات
حداقل ۱۰ نفر کشته و ۶۰ نفر از جمله یک زن و ۳ سرباز ناتو زخمی شدند. 